# Veset
| R19 | X1 · O49 |

| R19 | X1 · O49 |

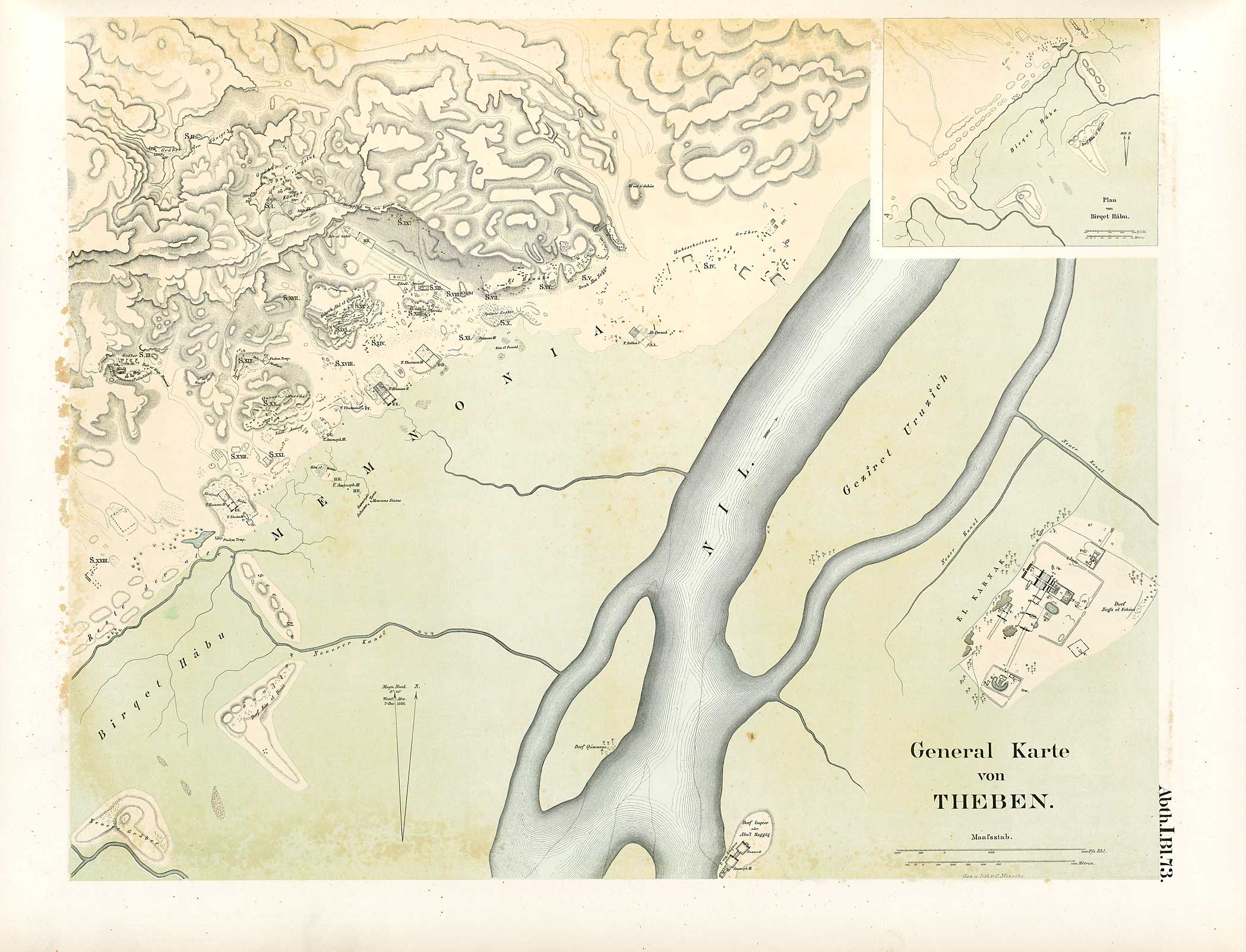
Veset

Veset (v egyptštině správněji patrně Vaset, řecky Θήβαί – Théby) bylo starověké hornoegyptské město, za 11. dynastie a za Nové říše hlavní město Egypta.
Dnes je zde rozsáhlá archeologická lokalita asi 800 km jižně od pobřeží Středozemního moře na obou březích Nilu. Na východním břehu se nalézají současná vesnice a město Luxor, podle nichž jsou nazývány pozůstatky chrámových komplexů boha Amona Karnak a Luxor. V poušti na západním břehu Nilu je asi osm kilometrů dlouhý pás nekropolí s hrobkami a zbytky královských zádušních chrámů (např. Dér el-Bahrí, Dér el-Medína, Dra Abún-Naga, Údolí králů, Údolí královen).
Název Veset (event. Vaset) ve starověku původně označoval celou provincii, město samotné Egypťané označovali prostě jako niw(et) (město), z čehož je odvozeno jméno No, které je pro Veset používáno v bibli. Řekové používali pro město jméno Diospolis (Město Diovo), což je jen překlad staroegyptského niw(e)t Imn (Město Amonovo) založený na ztotožnění Amona s Diem. První řečtí cestovatelé ovšem používali jméno Théby. Jeho původ je nejasný, bývá odvozován od staroegyptského slova tape (hlava) nebo ze jména Džeme (starověké jméno dnešní lokality Medínit Habu), které bylo do řečtiny převedeno jako Théby. Později vzniklo zkomolením arabského výrazu qusúr („paláce, pevnosti, hrady“) jméno Luxor, které dnes nese město v místech Théb na východním břehu i jeden ze dvou staroegyptských chrámů.
V období Staré říše byl Veset pouhým provinčním městem. Poté, co se po prvním přechodném období podařilo místní dynastii znovu sjednotit Egypt, se stal Veset významným správním a náboženským střediskem. Zdejší velkolepé stavby byly slavné po celém starověkém světě. Město se rozrůstalo na obou březích Nilu. Východní břeh patřil živým a západní převážně mrtvým: na východním břehu bylo vystaveno město a na západě vznikly hrobky a významné chrámové komplexy.

## Západní břeh
Západnímu Vesetu dominovala hora známá pod názvem Vrchol. Egypťané věřili tomu, že tato hora je vstupem do podsvětí. V okolí vrcholu bylo do skal vytesáno množství hrobek.
V roce 2040 př. n. l. vládl na západním břehu král Mentuhotep II. Poté, co sjednotil Egypt si dal ve městě mrtvých na břehu v Dér el-Bahrí vystavět chrám a hrobku. Vstup do chrámu tvořila přístupová rampa, která vedla do nádvoří a ze všech stran byla obehnaná zdmi. z nádvoří se pokračovalo na terasu. Téměř o šest set let později si dala na stejném místě postavit chrám královna Hatšepsut. Stavba se opírá o skálu. Chrám si tu nechal vystavět i Thutmose III. Z chrámu Amenhotepa III. se zachovaly pouze dvě obrovské sochy, známé jako Memnonovy kolosy.
Ve Vesetském pohřebišti byli pohřbíváni příslušníci všech společenských vrstev. Mnoho hrobek z doby Nové říše je zdobeno malbami a reliéfy. Členové královské rodiny byli pohřbíváni v Údolí královen. Každý panovník byl pohřben s množstvím různých předmětů, ale do konce období Nové říše byla většina hrobů vyloupena. Za vlády 21. dynastie bylo mnoho královských mumií přemístěno do tajného úkrytu, kde zůstaly až do roku 1881. Slavní panovníci období Nové říše se nyní nacházejí v Káhirském muzeu.

### Údolí královen

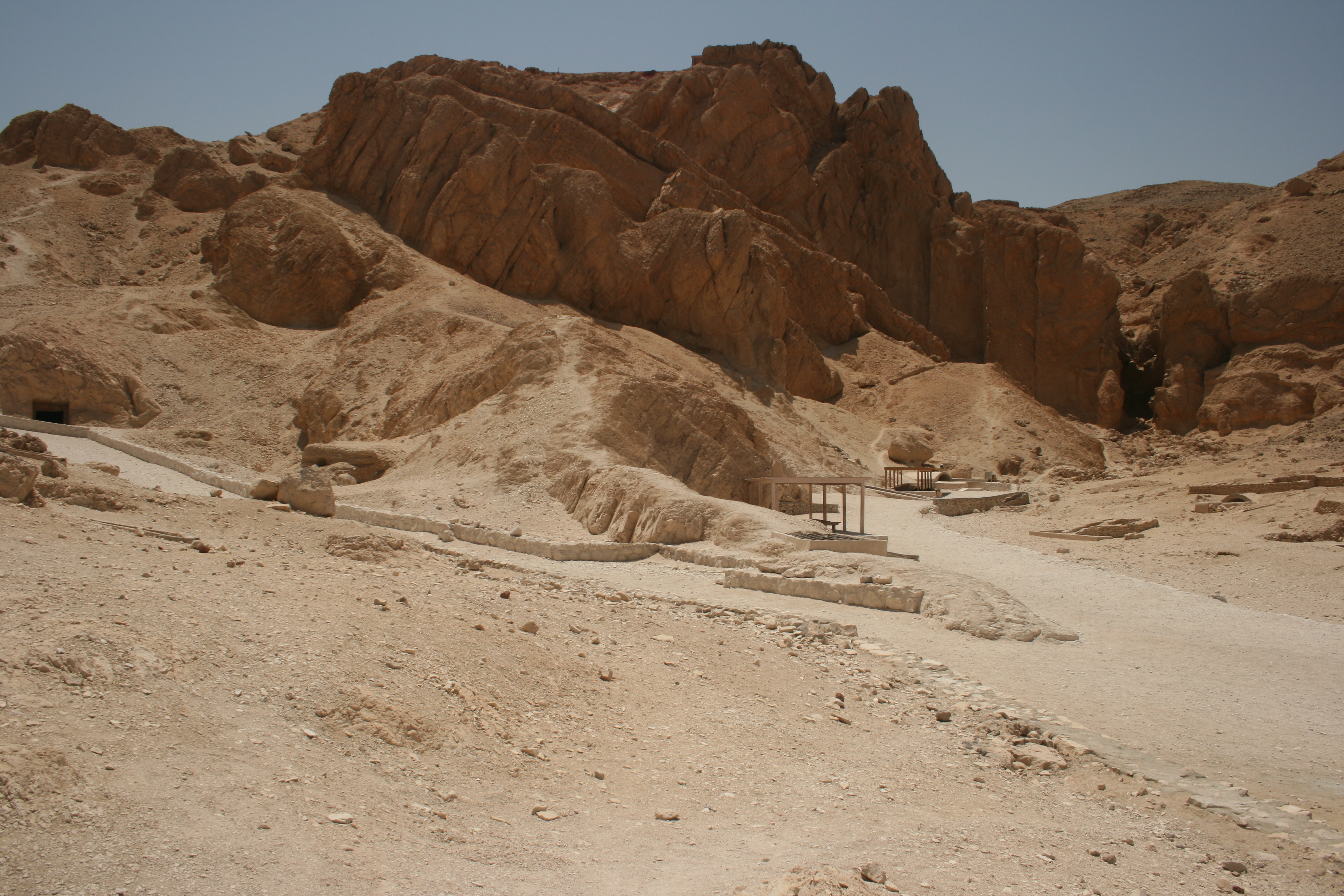
Údolí královen

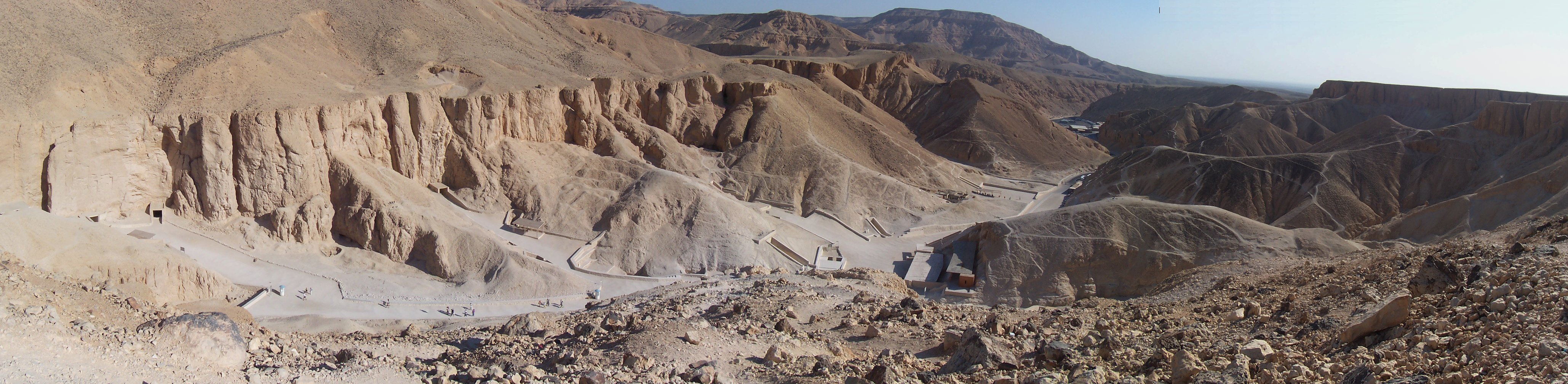
Údolí králů

Údolí královen leží na západním břehu Nilu v nejjižnější části západního Vesetu a 1,5 kilometru jihozápadně od údolí králů. Bylo zde pohřbeno více než sto vysokých hodnostářů, princů a princezen. Egypťané toto místo nazvali Ta Set Neferu, což v překladu znamená místo králových dětí nebo místo dokonalosti. Nejznámější hrobkou Údolí královen je hrobka královny Nefertiti. Zde začal se svými vykopávkami francouzský archeolog Jean-François Champollion, který vyluštil hieroglyfy pomocí Rosettské desky.

### Údolí králů
Údolí králů leží nedaleko Vesetu pod vrcholkem pyramidové hory El-Quorn. Nalezneme zde 62 hrobek. V údolí byla místa, kde se konaly pohřební obřady.
Tutanchamonova hrobkaTutanchamonova hrobka byla objevena v roce 1922 anglickým archeologem Howardem Carterem. Archeolog se pár měsíců před nalezením hrobky už téměř vzdal, když jednoho dne našel do skály vytesaný stupínek. O chvíli později bylo objeveno i schodiště vedoucí k zapečetěnému vchodu do hrobky. Jako první byl objeven přední sál, který byl naplněn skvostnými předměty. Mezi nimi se nacházely vozy, trůny, židle, malované skříňky, zlaté šperky a jiné cennosti. Mumie samotného Tutanchamona byla otevřena až 16. ledna 1924, po pečlivé dokumentaci nalezených předmětů (kterých bylo více než 5 000).
Hrobka Thutmose III.Hrobka Thutmose III. byla vytesána ve výšce 30 metrů nad zemí, proto aby se do ni nedostali zloději a vykradači. Byla nalezena francouzským egyptologem v roce 1898 a byla nejstarší vystavěnou hrobkou 18. dynastie. Panovníkovu mumii dnes můžeme spatřit v muzeu v Káhiře a hrobka je v současnosti veřejně přístupná.
Hrobka Ramesse VI.Výzdobu hrobky Ramesse VI. tvoří pojednání o teologii, ve které základními prvky jsou slunce a jeho denní cesta ve světě tmy.
Hrobka Ramesse IV.Na stěnách hrobky Ramesse IV. jsou zobrazeny výjevy z knihy mrtvých. Sarkofág byl vyroben z červené žuly a byl pokryt rytinami a magickými texty.
Merenptahova hrobkaMerenptahova hrobka je dlouhá a strmá. Před pohřební komorou se nachází síň se čtyřmi pilíři.
Hrobka Ramesse III.Hrobka Ramesse III. byla odkryta skotským cestovatelem Jamesem Brucem v roce 1768.

## Východní břeh

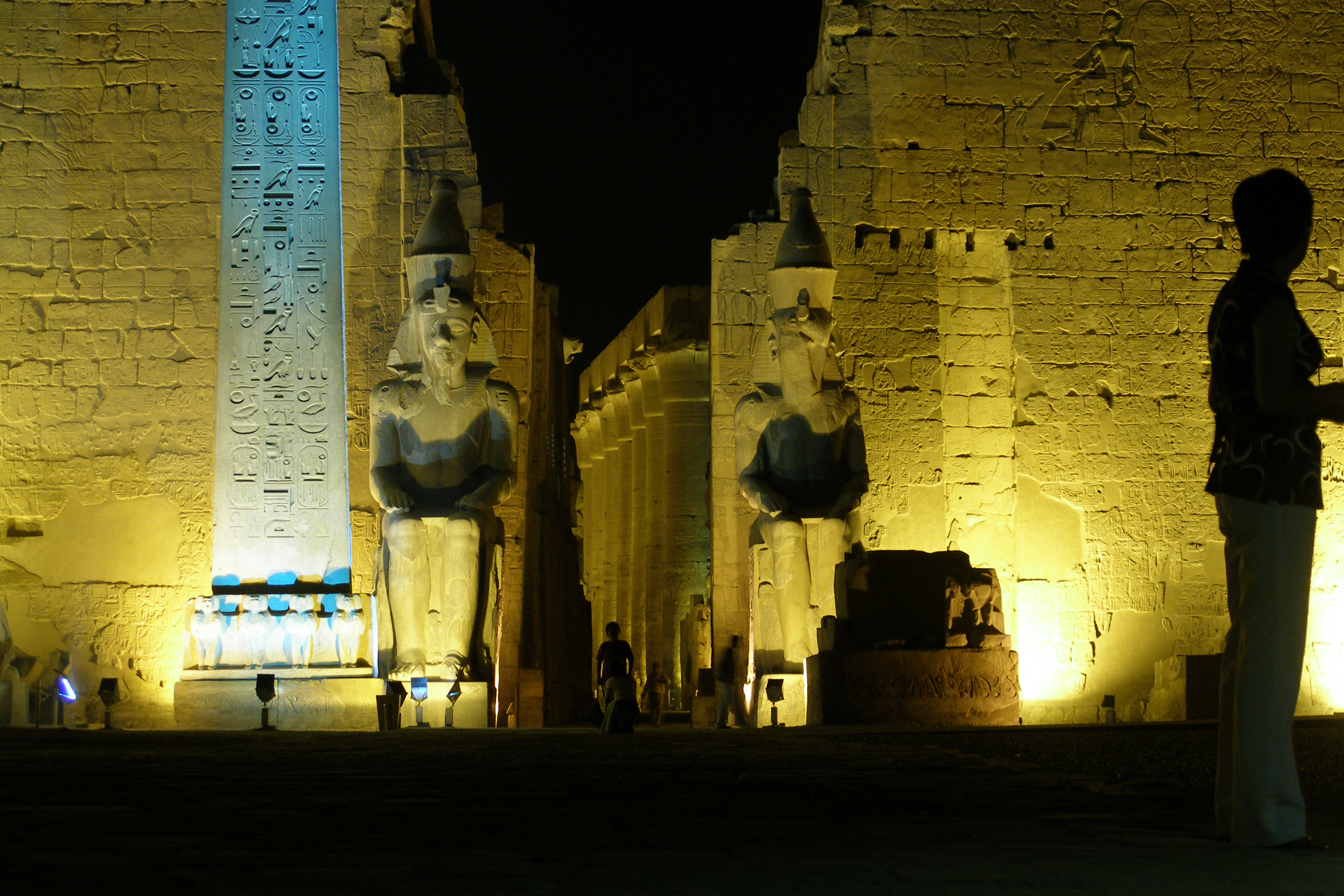
Luxorský chrám

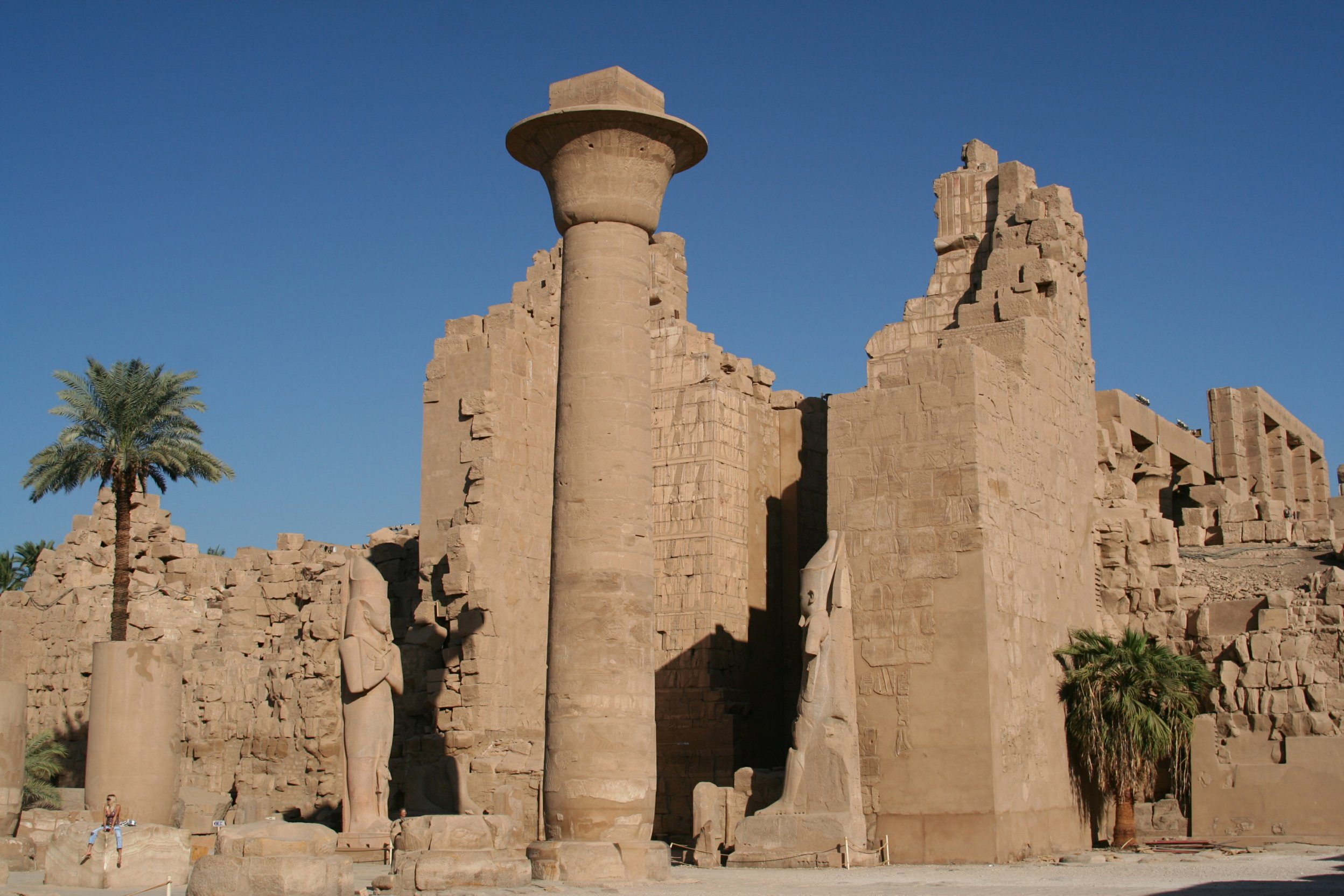
Chrám v Karnaku

Bůh Amon si nechal vystavět v Luxoru dva hlavní chrámy. Karnak v severní části města a Luxor v jižní.
Jméno Luxor pochází od arabského al-Luqsor, v překladu znamenající paláce. V této části Vesetu nalezneme chrám bohyně Mut.

### Luxorský chrám
Převážná část Luxorského chrámu byla vybudována v období 18. dynastie za vlády Amenhotepa III. Nádvoří a pylon dal dostavět Ramesse II. Chrám má dvě nádvoří, která jsou propojena úzkou kolonádou. Stěny kolonády jsou zdobeny výjevy ze slavností opet. Při těchto každoročních oslavách navštěvoval bůh Amon na jedenáct dní Luxor. Hluboko uvnitř chrámu je skrytá síň, na jejíž stěnách jsou reliéfy, vyprávějící příběh o narození Amenhotepa III.

### Chrámový komplex v Karnaku
Karnak je místem, kde na rozloze asi tří kilometrů čtverečních stojí několik chrámů. Nachází se asi 500 km jižně od Káhiry. Nejvýznamnější z chrámů je Velký Amonův chrám. Z chrámu Střední říše se zachovalo jen velice málo. K Amonovu chrámů také náleží chrám Moncuův (na severu) a chrám bohyně Mut. Každý v Vládců si chtěl boha Amona naklonit, a proto pro něj všichni budovali v Karnaku překrásné stavby. V době Nové říše se stal Karnak největším a nejbohatším náboženským střediskem starověkého Egypta. K chrámu bylo přistavěno mnoho tzv. pylonů, každý se dvěma masivními věžemi po stranách. Dochovalo se deset pylonů, šest podél hlavní osy a čtyři směrem na jih.

## Galerie

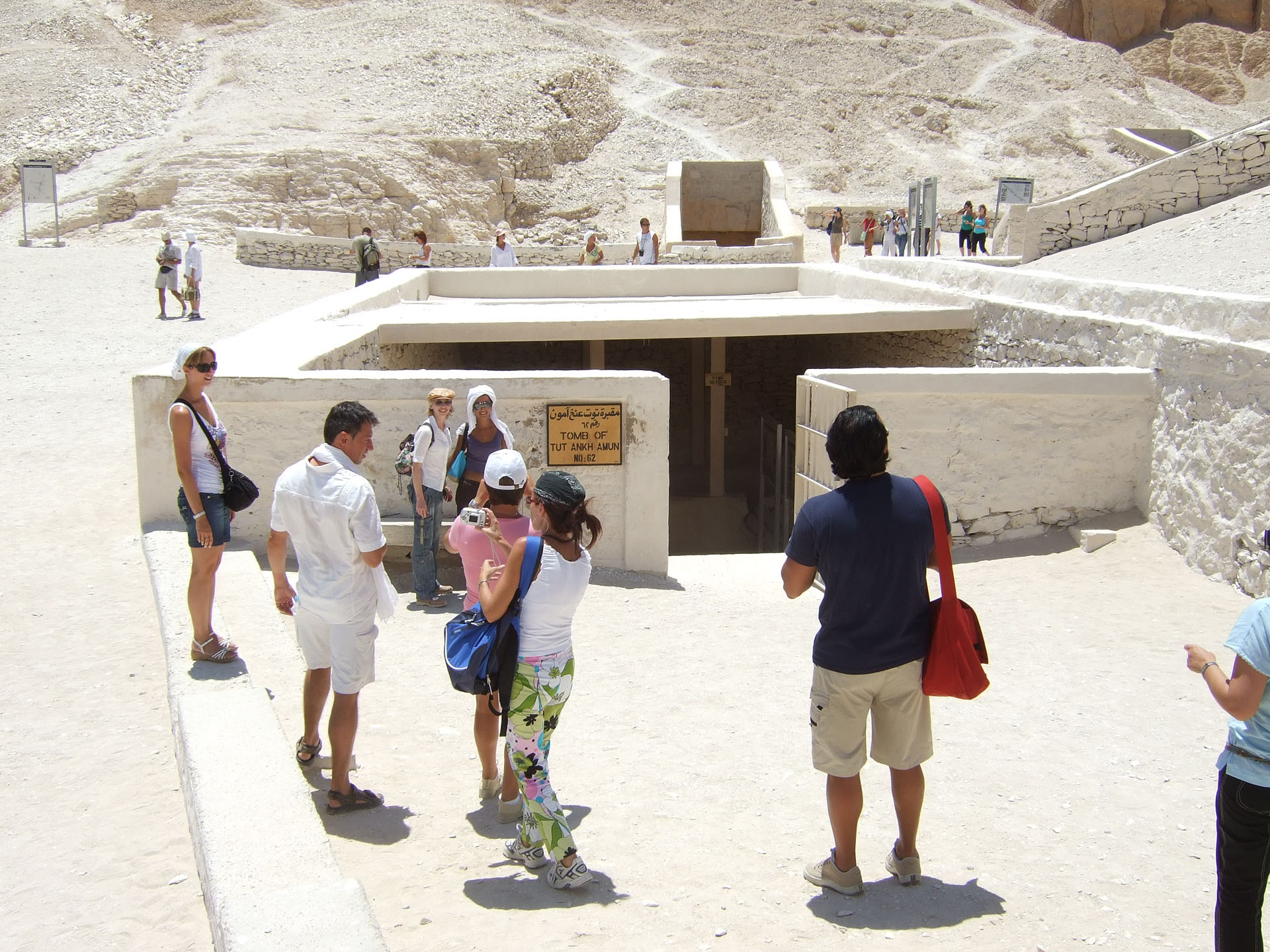
Vstup do Tutanchamonovy hrobky
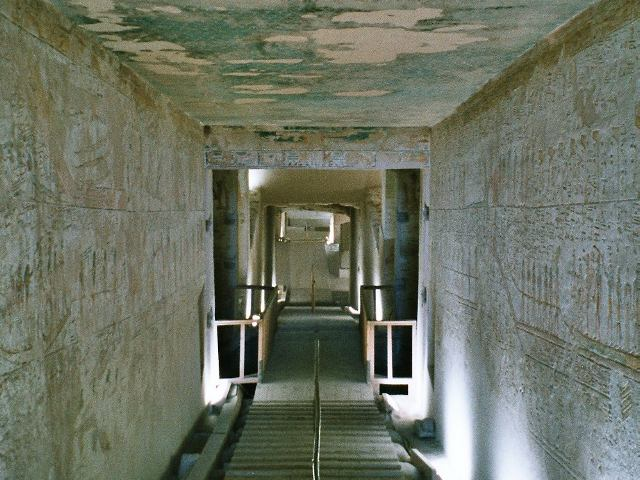
Hrobka Thutmose III.
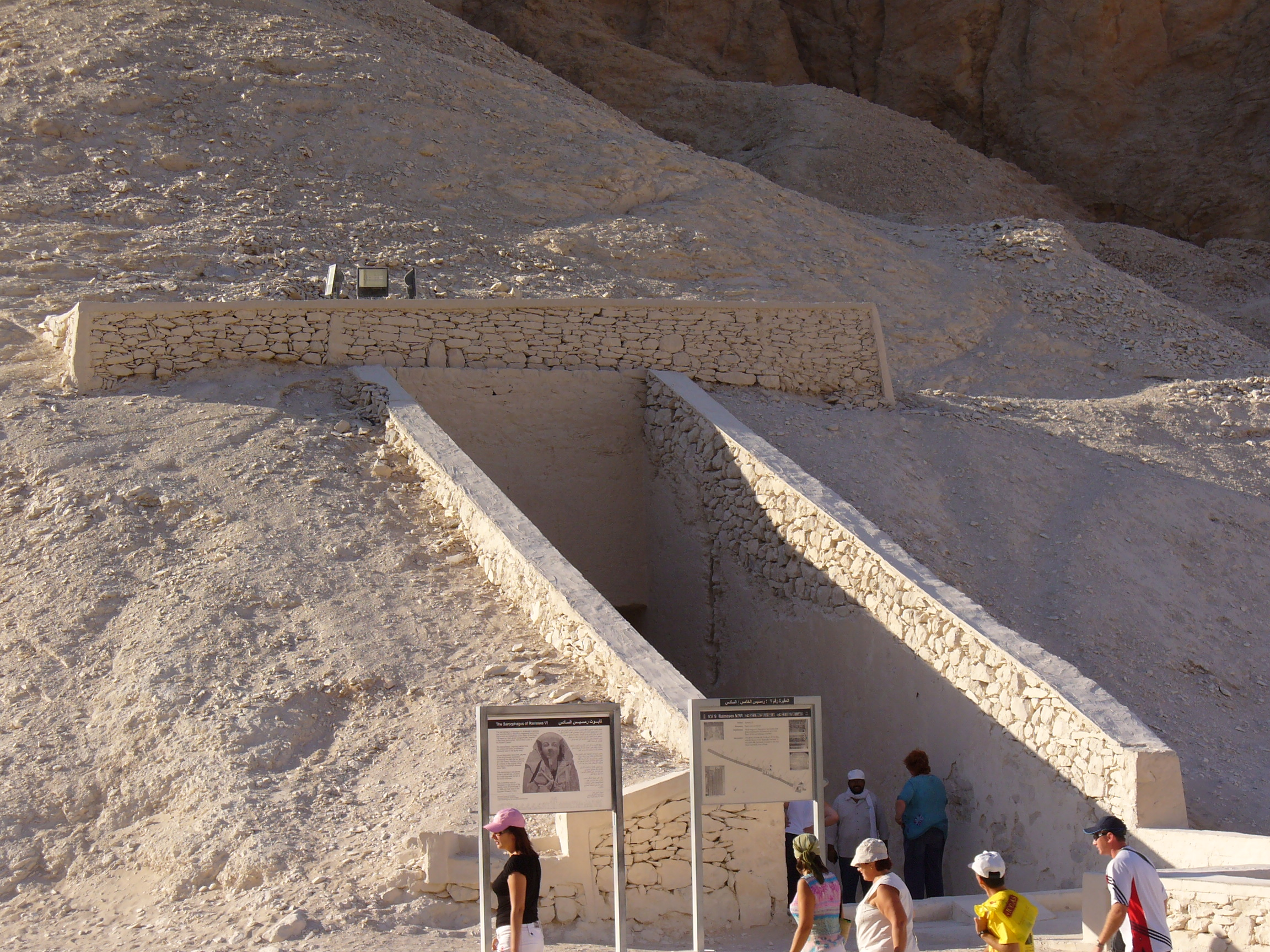
Hrobka Ramesse VI.
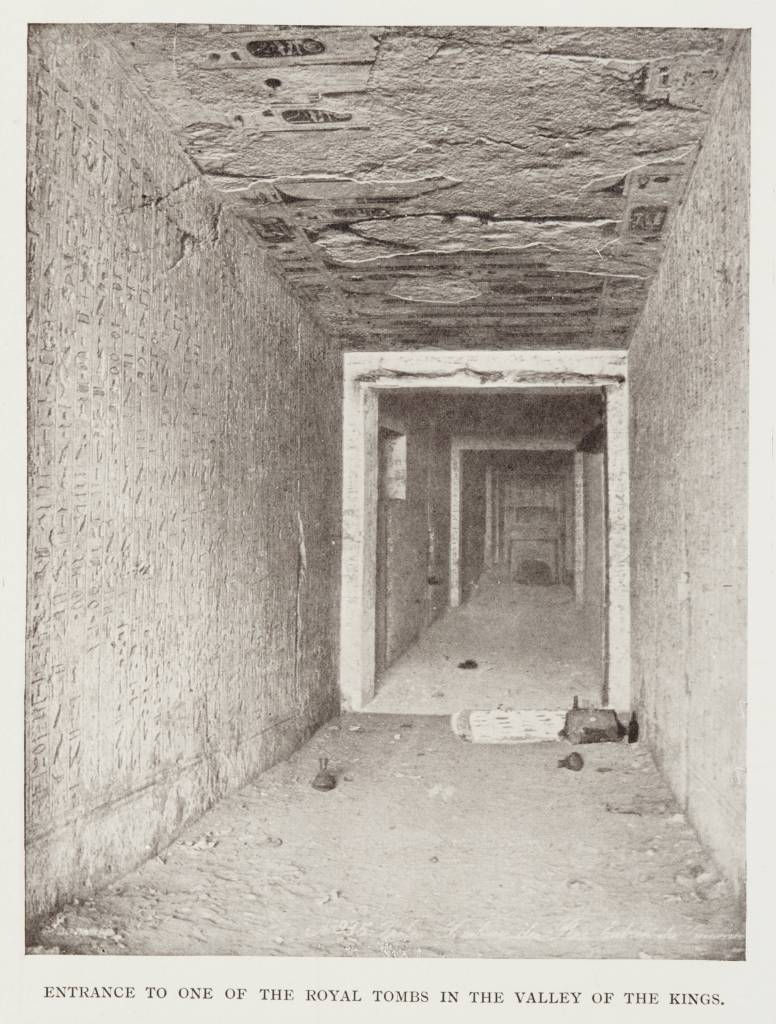
Hrobka Ramesse VI.
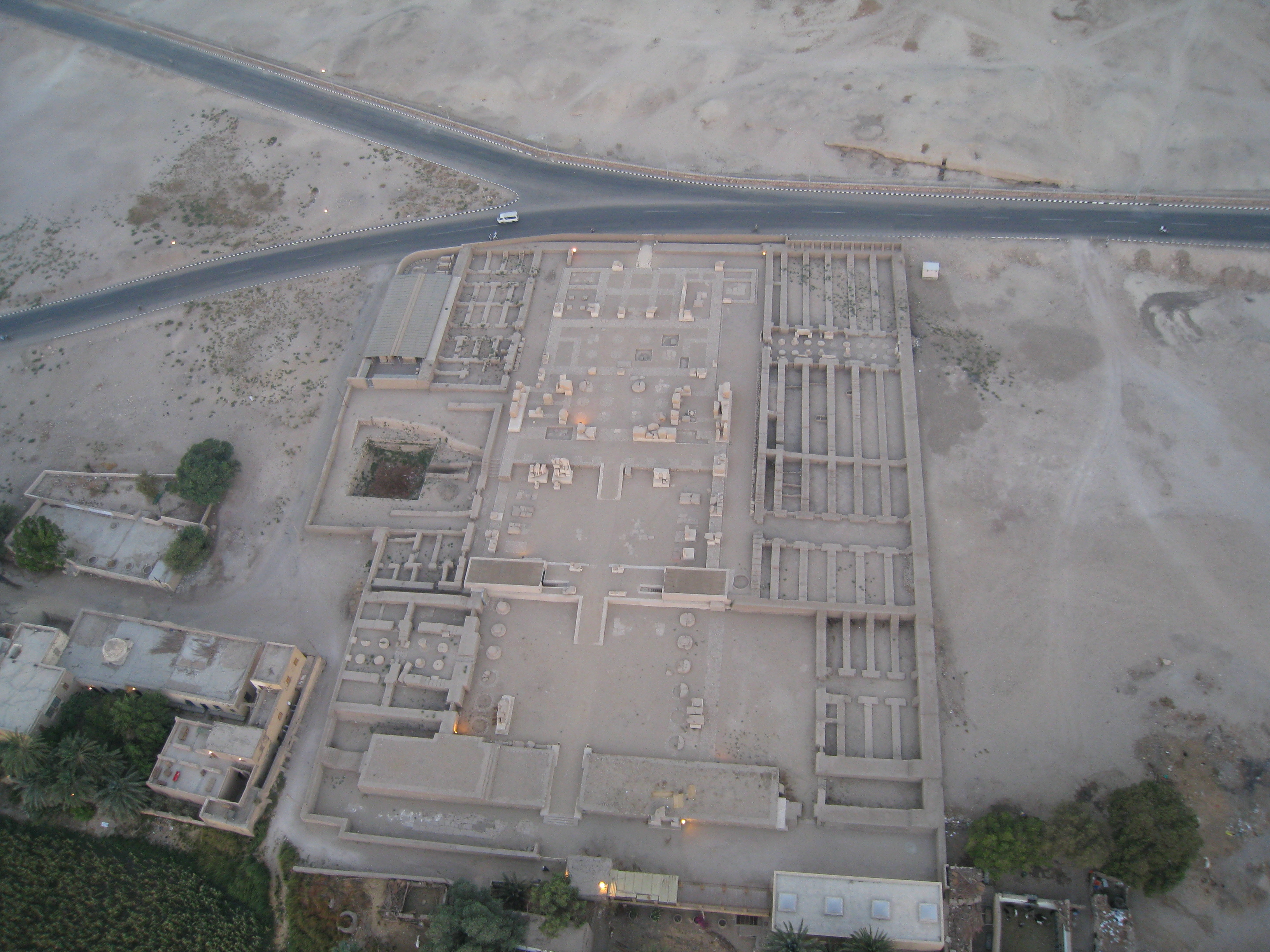
Merenptahův zádušní chrám